# Dom Tramwajarza w Poznaniu

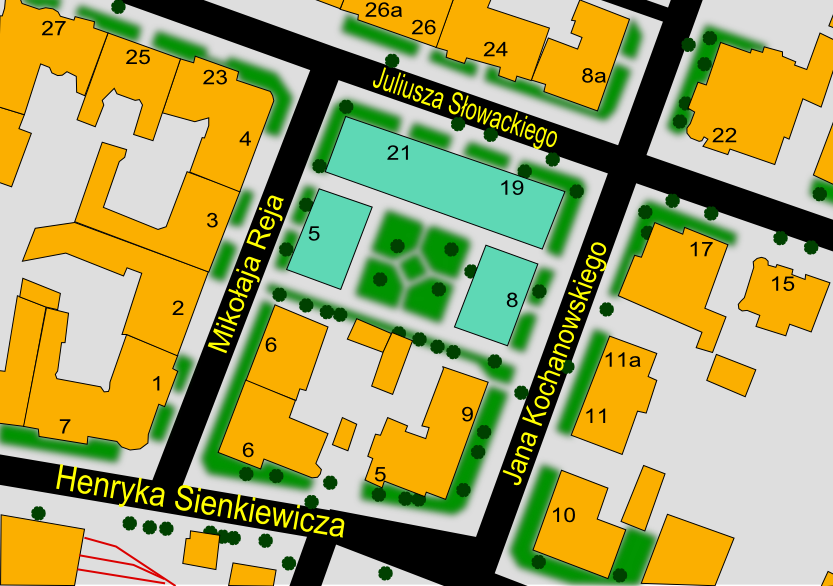
Zespół Domu Tramwajarza

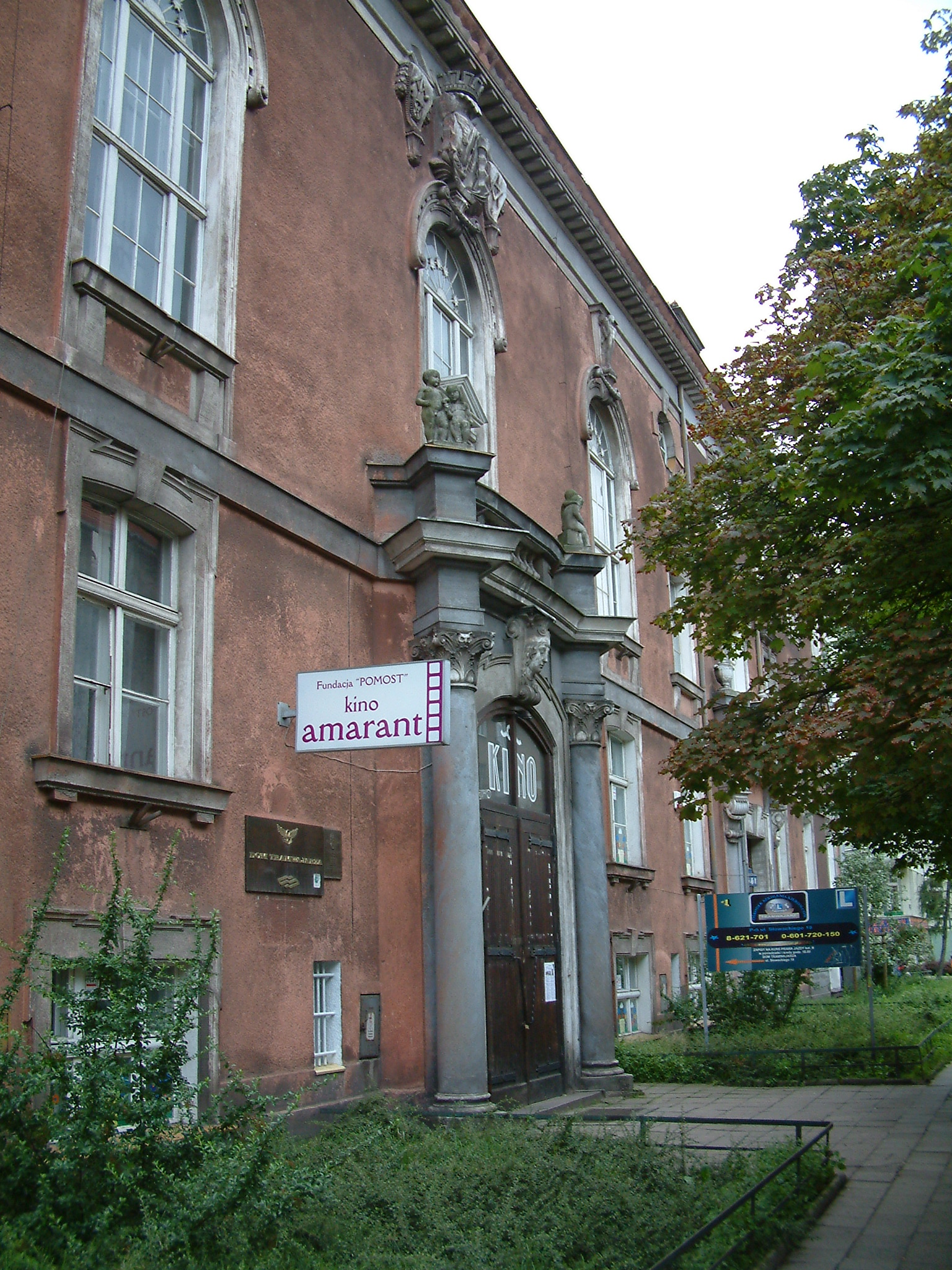
Fasada czołowa budynku głównego

Dom Tramwajarza w Poznaniu – środowiskowy kompleks kulturalno-mieszkalny w stylu neobarokowym, wzniesiony w latach 1925–1927 na poznańskich Jeżycach. 

## Charakterystyka
Został zbudowany na podstawie projektu Adama Ballenstaedta, z wystrojem rzeźbiarskim Mieczysława Lubelskiego. Oprócz nawiązań do baroku w zdobieniu fasady pojawiają się ślady prądów ekspresjonistycznych. Marcin Libicki uważa dekorację tego budynku za niemal doskonały przykład zdobnictwa neobarokowego. 
Na kompleks, zaprojektowany dla pracowników Poznańskiej Kolei Elektrycznej (dziś MPK Poznań), składają się trzy gmachy:
- centralny (ul. Słowackiego 19/21), mieszczący instytucje kultury: salę widowiskową, sale warsztatowe, restaurację "Tramwajarz",
- boczne (ul. Reya 5 i Kochanowskiego 8), w których umieszczono mieszkania pracownicze.

Przez wiele dziesięcioleci Dom Tramwajarza był miejscem integracji wielu pokoleń poznańskich pracowników komunikacji miejskiej. W sali widowiskowej (klubowej) działało od 28 listopada 2002 kino studyjne Amarant, dostępne publicznie (pierwszym seansem był Rejs w reżyserii Marka Piwowskiego). Miało 80 miejsc. Z uwagi na niską frekwencję, zostało zamknięte w styczniu 2010 (krzesła pochodziły ze zburzonego w 2002, kina Bałtyk na Kaponierze). Obecnie Dom Tramwajarza należy do Miasta Poznania. Od dnia 21 marca 2015 do 31 lipca 2017 operatorem budynku była Fundacja Centrum Amarant, prowadząca w jego wnętrzu działalność kulturalną. Od 1 sierpnia 2017 operatorem budynku została Estrada Poznańska.
W budynku mają także swoją siedziby: Orkiestra Miejska i Rada Osiedla Jeżyce.  
Wewnątrz budynku znajduje się dębowa tablica poświęcona poległym, straconym i zmarłym pracownikom Miejskiej Poznańskiej Kolei Elektrycznej.
Obiekt znajduje się pod opieką Miejskiego Konserwatora Zabytków jako Zespół Domu Tramwajarza Poznańskiej Kolei Elektrycznej (bez wpisu do rejestru zabytków).
Na parterze Domu Tramwajarza od lat funkcjonuje restauracja gruzińska Pan Gar, będąca zarazem klubem muzycznym, organizującym różne wydarzenia kulturalne: warsztaty, koncerty i td. 

## Galeria

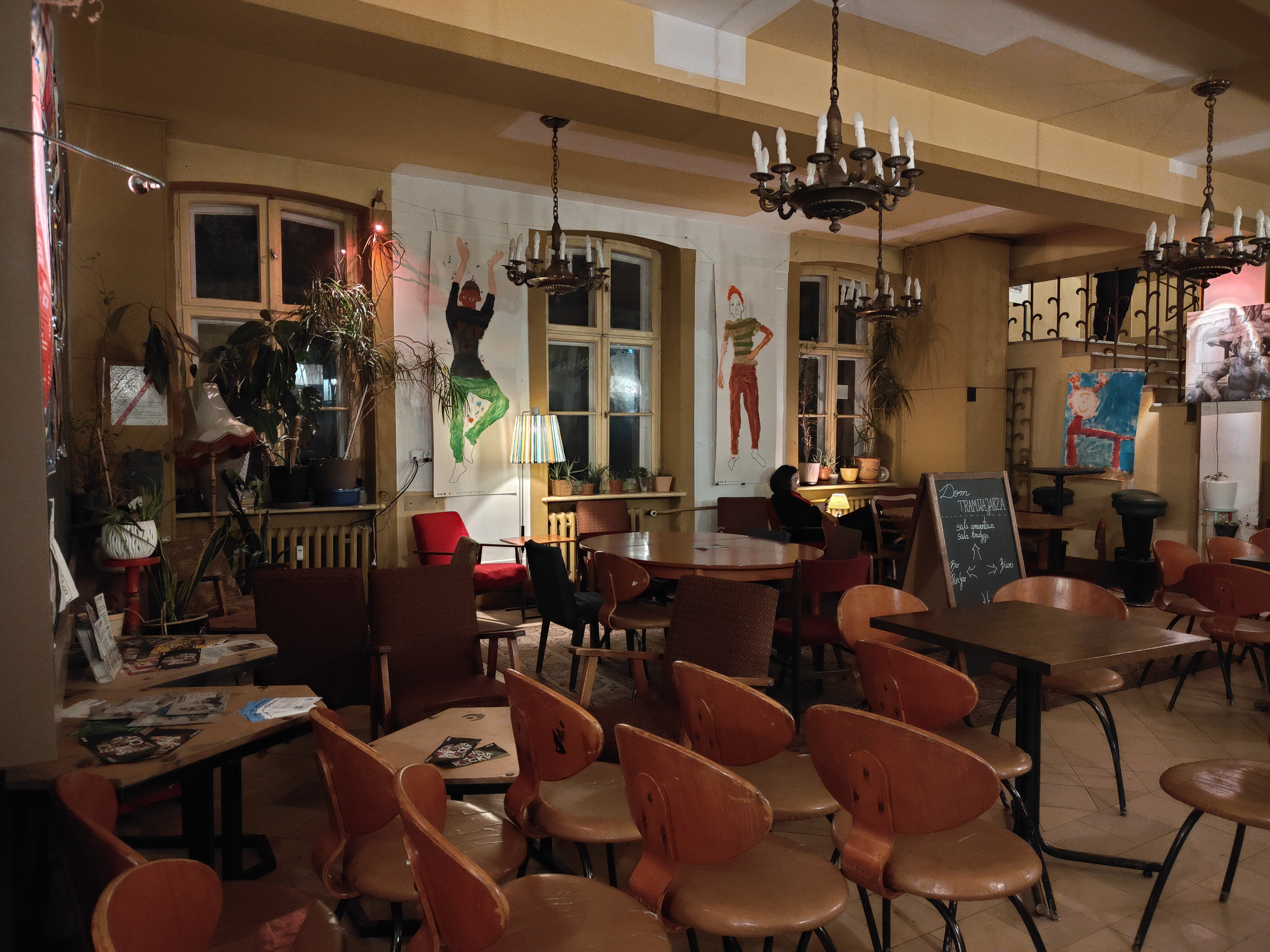
Dom Tramwajarza w Poznaniu, wnętrze holu 2025.